# Заречје (Пазин)
Заречје (итал. Sarezzo) је насељено место у саставу Града Пазина, у Истри, Истарска жупанија, Хрватска. До територијалне реорганизације у Хрватској налазило се у саставу бивше велике општине Пазин.

## Географија
Насеље се налази 2,5 км североисточно од Пазина на надморској висини од 250 м. Смештено је северно од реке Пазинчице, на обронку брда, с језгром насеља око узвишења на којем је жупна црква са гробљем.
У новије доба насеље се проширило уз цесту према истоку, тако да су засеоци Славчићи и Габријелчићи постали његовим делом. Остали су засеоци смештени западније: Бани, Душани, Руманићи. Путни прилази Заречју долазе са две стране:делом који се одваја од жупанијске цесте Пазин—Церовље и локалне Пазин—Грдосело.

## Историја
У писаним изворима јавља се 1166. као Сарич. У средњем и раном новом веку било је део различитих феуда и феудалаца: аквилејског патријарха, пићанског бискупа, породице Шванцербург, а од 1508. део је Пазинске кнежије. Страдало је 1463. у походу крчкога кнеза Ивана на средњу Истру, затим је било готово напуштено те поновно насељено избеглицама пред Османлијама из Лике и Западне Босне 1578.
Жупна црква Блажене Дјевице Марије изграђена је у XVIII веку на месту пређашње, од које потиче глагољски натпис из 1475. Жупа се помиње 1177, а од 1788. до 1992. била је капеланијом жупе Пазински Новаки. У оближњим Славчићима је црква Св. Антуна Опата из XV века.

## Становништво
На попису становништва 2011. године, Заречје је имало 296 становника.
Становници се баве традиционалном пољопривредом (винова лоза, воћарство, повчарство) и сточарством, а делом раде у оближњем Пазину. Сеоски је туризам развијен у засеоку Бани.
Према попису становништва из 2001. године у насељу Заречје је било 289 становника који су живели у 70 породичних и 21 самачком домаћинству.
Кретање броја становника по пописима 1857—2001.
| година пописа  | 1857. | 1869. | 1880. | 1890. | 1900. | 1910. | 1921. | 1931. | 1948. | 1953. | 1961. | 1971. | 1981. | 1991. | 2001. |
| бр. становника | 358   | 370   | 497   | 519   | 486   | 447   | 404   | 0     | 402   | 374   | 368   | 301   | 284   | 293   | 289   |

- напомене: У 1857, 1869. и од 1900. до 1931. део података садржан је у насељу Новаки Пазински (општина Церовље), а 1931. у насељу Пазин. У 1991. повећано припајањем дела насеља Ћуси (општина Церовље), у којем је садржан део података од 1880. до 1910. и од 1948. до 1971.

## Попис1991.
На попису становништва 1991. године, насељено место Заречје је имало 293 становника, следећег националног састава:
| Попис 1991.‍  | Попис 1991.‍  | Попис 1991.‍ | Попис 1991.‍ | Попис 1991.‍ |
| ------------ | ------------ | ----------- | ----------- | ----------- |
|              |              |             |             |             |
| Хрвати       | Хрвати       |             | 261         | 89,07%      |
| Италијани    | Италијани    |             | 2           | 0,68%       |
| Руси         | Руси         |             | 1           | 0,34%       |
| Словенци     | Словенци     |             | 1           | 0,34%       |
| Црногорци    | Црногорци    |             | 1           | 0,34%       |
| неопредељени | неопредељени |             | 1           | 0,34%       |
| регион. опр. | регион. опр. |             | 20          | 6,82%       |
| непознато    | непознато    |             | 6           | 2,04%       |
| укупно: 293  |              |             |             |             |